# Вовчкові (рослини)
- не плутати з родиною гризунів вовчкові (Gliridae).

Вовчкові (Orobanchaceae) — родина паразитичних рослин з порядку губоцвіті класу дводольні (Eudicots). Родина налічує приблизно 99 родів і 2025 видів, котрі поширені по всьому світі, однак особливо в північних тепло-помірних регіонах і Африці-Мадагаскарі.

## Класифікація
Раніше до родини Orobanchaceaes включали лише голопаразитних представників, проте нині її обсяг значно змінився за рахунок включення цілої низки родів, для представників яких характерний геміпаразитизм і які раніше відносили здебільшого до Scrophulariaceae Juss. Інколи Orobanchaceae також включали до складу Scrophulariaceae s.l..

## Біоморфологічні характеристики
Представники цеї родини — трави багаторічні, дворічні або однорічні, паразити (винятками є три непаразитичні роди Lindenbergia, Rehmannia, Triaenophora). Стебла прості або іноді розгалужені. Листки лускаті, прості, супротивні або зрідка чергуються або кільцями, цілісні, зубчасті або іноді глибоко розділені, прилистки відсутні. Квітки в суцвітті або рідко поодинокі; приквітки 1; переважно чашечка має 4–5 частин, віночок — 5-частинний; тичинок зазвичай 4. Плід — коробочка. Насіння дрібне, численне.

## Вовчкові в Україні
У флорі України присутні понад 80 видів у 11 родах вовчкових: барчія (Bartsia), повстянка (Cymbaria), очанка (Euphrasia), петрів хрест (Lathraea), перестріч (Melampyrum), кравник (Odontites), вовчок (Orobanche), шолудивник (Pedicularis), накорінниця (Phelypaea), дзвінець (Rhinanthus), тоція (Tozzia).
Найвідоміші представники у флорі України: 
- Вовчок соняшниковий (Orobanche cumana),
- Вовчок гіллястий (Orobanche ramosa L.).

## Роди
- Aeginetia
- Agalinis
- Alectra
- Asepalum
- Aureolaria
- Bardotia
- Bartsia
- Bartsiella
- Baumia
- Boschniakia
- Brachystigma
- Buchnera
- Bungea
- Buttonia
- Castilleja
- Centranthera
- Chloropyron
- Christisonia
- Cistanche
- Clevelandia
- Conopholis
- Cordylanthus
- Cyclocheilon
- Cycniopsis
- Cycnium
- Cymbaria
- Dasistoma
- Epifagus
- Eremitilla
- Escobedia
- Esterhazya
- Euphrasia
- Gerardiina
- Ghikaea
- Gleadovia
- Graderia
- Harveya
- Hedbergia
- Hiernia
- Hyobanche
- Lamourouxia
- Lathraea
- Leptorhabdos
- Lesquereuxia
- Leucosalpa
- Lindenbergia
- Macranthera
- Macrosyringion
- Magdalenaea
- Mannagettaea
- Melampyrum
- Melasma
- Micrargeria
- Micrargeriella
- Monochasma
- Nesogenes
- Nothobartsia
- Nothochilus
- Odontitella
- Odontites
- Omphalotrix
- Orobanche
- Orthocarpus
- Parasopubia
- Parentucellia
- Pedicularis
- Phacellanthus
- Phelipaea
- Phelipanche
- Phtheirospermum
- Physocalyx
- Platypholis
- Pseudobartsia
- Pseudosopubia
- Pseudostriga
- Pterygiella
- Radamaea
- Rehmannia
- Rhamphicarpa
- Rhaphispermum
- Rhinanthus
- Rhynchocorys
- Schwalbea
- Seymeria
- Seymeriopsis
- Sieversandreas
- Silviella
- Siphonostegia
- Sopubia
- Striga
- Tetraspidium
- Thunbergianthus
- Tozzia
- Triaenophora
- Triphysaria
- Velloziella
- Xylocalyx

## Галерея

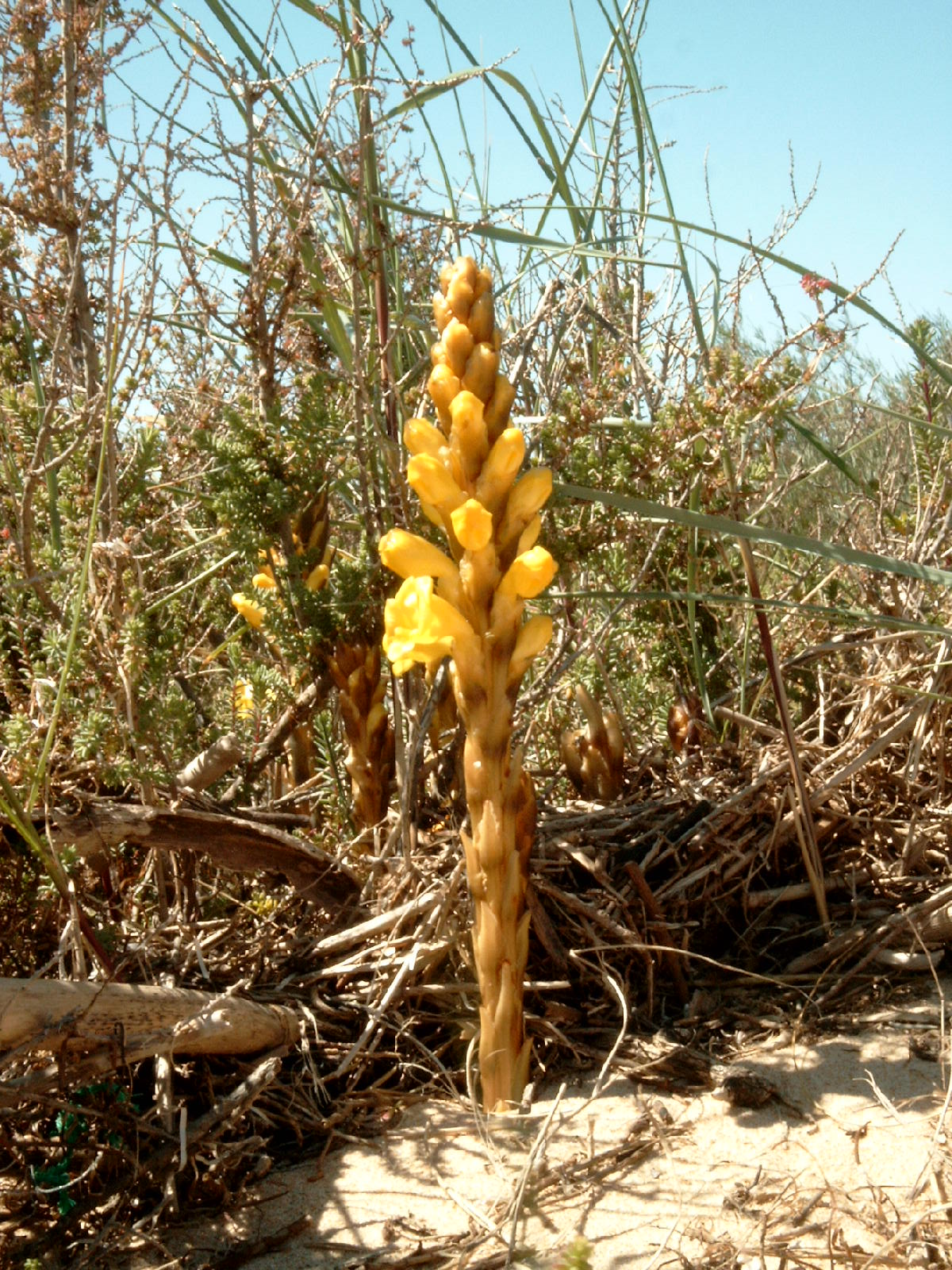
Cistanche phelypaea
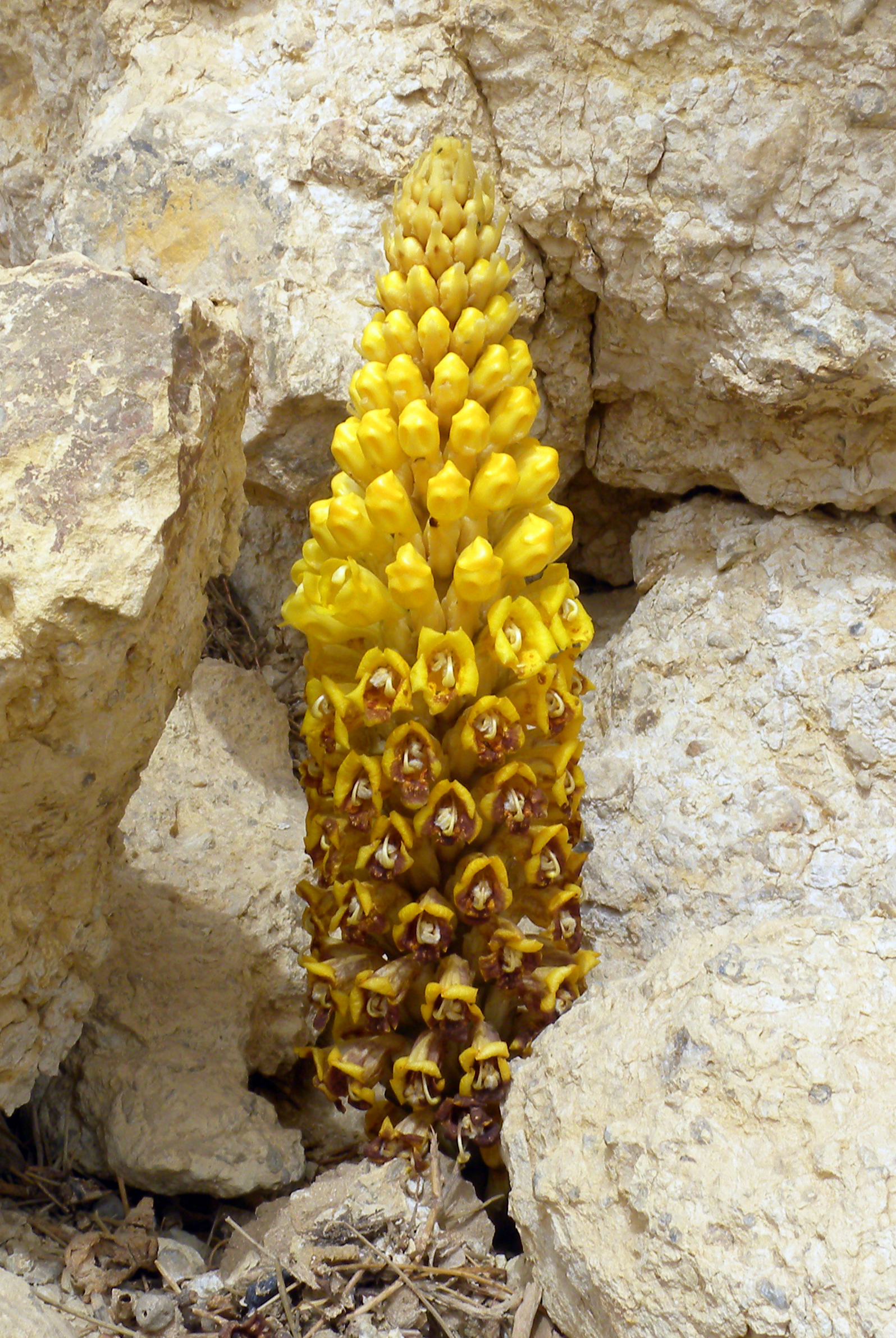
Cistanche tubulosa
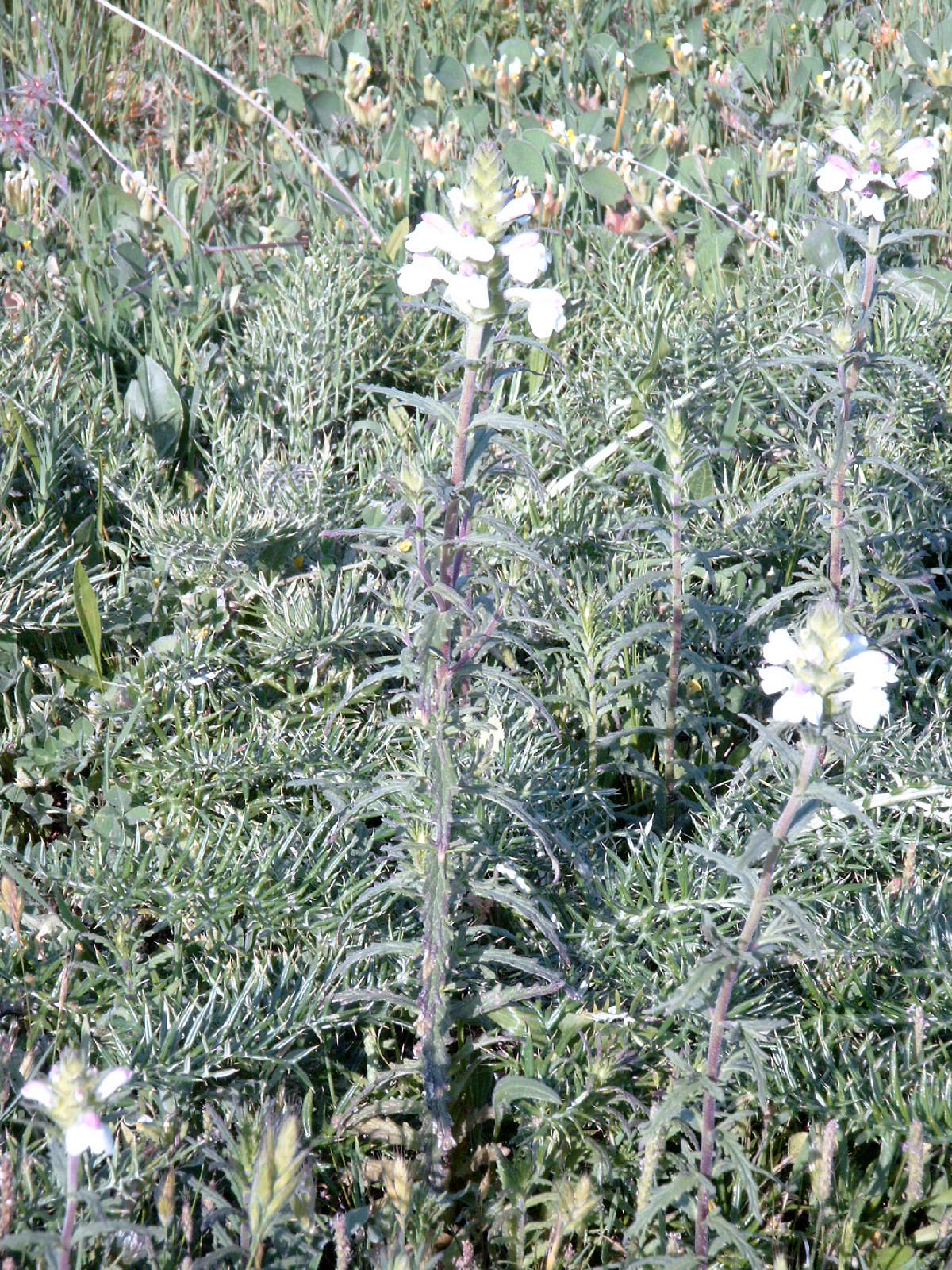
Bellardia trixago